# Brecht (Belgia)
Brecht este o comună din regiunea Flandra din Belgia. Comuna este formată din localitățile Brecht, Sint-Job-in-'t-Goor și Sint-Lenaarts. Suprafața totală este de 90,84 km². La 1 ianuarie 2008 comuna avea 27.169  locuitori.
Brecht se învecinează cu comunele Wuustwezel, Hoogstraten, Brasschaat, Rijkevorsel, Schoten, Schilde, Zoersel și Malle.
1. ↑  Crossroad Bank of Enterprises, accesat în 5 septembrie 2023
2. ↑  Totale oppervlakte volgens het Kadasterregister, België, gewesten en provincies (în neerlandeză), Algemene Directie Statistiek[*]